# Aeroporto di San Juan-Isla Verde
L'aeroporto di San Juan-Isla Verde, meglio conosciuto come aeroporto internazionale Luis Muñoz Marín (in spagnolo: Aeropuerto Internacional Luis Muñoz Marín), è il principale aeroporto di Porto Rico, situato a Isla Verde, quartiere del comune di Carolina, a poca distanza dalla capitale San Juan.
L'aeroporto è l'hub caraibico delle compagnie aeree American Eagle Airlines e Cape Air.

## Storia

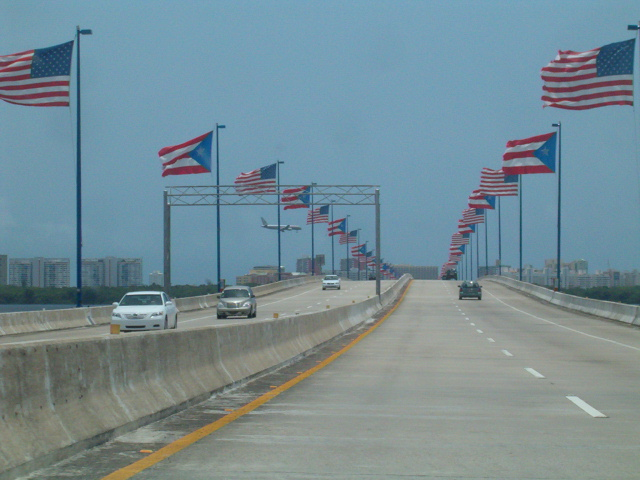
Il ponte Teodoro Moscoso che collega la città di San Juan con l'aeroporto Luis Munoz Marin a Carolina

Lo scalo è stato denominato fino al 1985 Aeroporto internazionale di Isla Verde, quando il governatore Rafael Hernández Colón dedicò lo scalo al primo governatore portoricano democraticamente eletto: Luis Muñoz Marín.